# アレクサンドル・スペンジアリャン
アレクサンドル・スペンジアリャン（Alexander Spendiaryan、1871年12月2日 - 1928年5月7日）は、クリミア生まれのアルメニア人作曲家・指揮者。歌劇《アルマスト》や交響的エピソード《3つの詩篇》などの作品により、アルメニア国民楽派の基礎を拓いた。
一般的には「スペンディアリアン」（アルメニア文字：Ալեքսանդր Սպենդիարյան / ラテン文字：アレクサンドル・アファナスィエヴィチ・スペンジアロフ）、もしくは「スペンディアロフ」（ロシア語: Александр Афанасьевич Спендиаров / ラテン文字：Aleksandr Afanac'evich Spendiarov）というロシア語名で知られている。

## 略歴
ヘルソン州カホフカに生まれる。シンフェロポリのギムナジウムで学業を終えるとサンクトペテルブルクとモスクワに学び、ペテルブルクではリムスキー＝コルサコフに入門した。その後はシンフェロポリ、ヤルタ（1901年 - ）、スダックに過ごす。
1924年12月10日、まだエレバンに落ち着いたばかりであったが、音楽院の教授と学生あわせて18人からなるオーケストラを指揮する。この処女演奏会では、エレバンの聴衆を集めるとともに、アルメニアにも交響楽を生み出す真の能力があることを実証した。翌1925年3月20日には、エレバン音楽院の院長アルシャク・アダミャン教授が、当時新設されたばかりの交響楽団を指揮すると、その時スペンジアリャンは目ざとく次のように予言した。
| 「 | 「我々のまだ平凡な学生オーケストラが、アルメニア国立管弦楽団という栄えある称号を誇らしくも掲げる時がきっと来よう。」 | 」 |

1928年、エレバンで死去。満51歳没。

## 作品
歌劇（1点）、管弦楽組曲（1点）、交響詩・ピアノ曲・ヴァイオリン曲・チェロ曲（多数）に加えて、ロシア語とアルメニア語による芸術歌曲を遺した。アルメニア独自の国民楽派の開祖と看做されている。楽譜出版社ベリャーエフより3度にわたってグリンカ賞を授与された。
1967年には、作曲家が晩年を過ごした住居を用いて、「アレクサンドル・スペンジアリャン邸博物館」が開設された。この博物館では、作曲家の書斎の雰囲気を丸まる再現し、作曲家の多数の資料など、個人的な持ち物を展示している。
- 歌劇《アルマスト》（1918年/28年。ロシア語版からアルメニア語版を作成）
- 交響組曲《アルマスト》
- 3つの詩篇
- クリミアのスケッチ（1903年、1912年）
- エレバンのスケッチ
- カフカスのスケッチ
- 漁師と妖精

### 註記
1. ↑  APO Marks 80 Years of Symphonic Excellence in Armenia

### 音源
- Спендиаров "Колыбельная" - "Lullaby" by Spendiarov - YouTube